# Porky's
Porky's är en amerikansk-kanadensisk komedi från 1982 i regi av Bob Clark, som även hade skrivit filmens manus. Filmen hade Sverigepremiär den 4 juli 1982.

## Handling
Bland de manliga studenterna på Angel Beach High School i Florida finns Pee Wee, Tommy, Billy, Meat, Tim och Mickey, och deras enda riktigt stora intresse är att få tjejer i säng. Speciellt angelägen är oskulden Pee Wee, som får tipset om nattklubben/bordellen "Porky's" som ligger en bit utanför staden. Men kvällen blir inte riktigt som gänget tänkt sig, utan de blir utkastade och förnedrade av Porky som dessutom har lurat gänget på alla deras pengar. Gänget beger sig av tillbaka hem igen men är fast beslutna på att hämnas på Porky.

## Om filmen
Filmen är bland annat inspelad i Fort Lauderdale, Miami Beach, Miami och North Miami Beach, Florida i USA.
Filmen fick två uppföljare:
- Porky's II – Dagen efter 1983
- Porky's hämnd 1985

## Rollista (urval)
- Dan Monahan - Edward "Pee Wee" Morris
- Mark Herrier - Billy McCarthy
- Wyatt Knight - Tommy Turner
- Roger Wilson - Mickey Jarvis
- Cyril O'Reilly - Timmy "Tim" Cavanaugh
- Tony Ganios - Anthony "Meat" Tuperello
- Kaki Hunter - Wendy Williams
- Kim Cattrall - Lynn "Lassie" Honeywell
- Nancy Parsons - Beulah Balbricker
- Scott Colomby - Brian Schwartz
- Boyd Gaines - Coach Brackett
- Doug McGrath - Coach Warren
- Susan Clark - Cherry Forever
- Art Hindle - Ted Jarvis
- Alex Karras - Sheriff Wallace
- Chuck Mitchell - Porky